# Arizona Wildcats

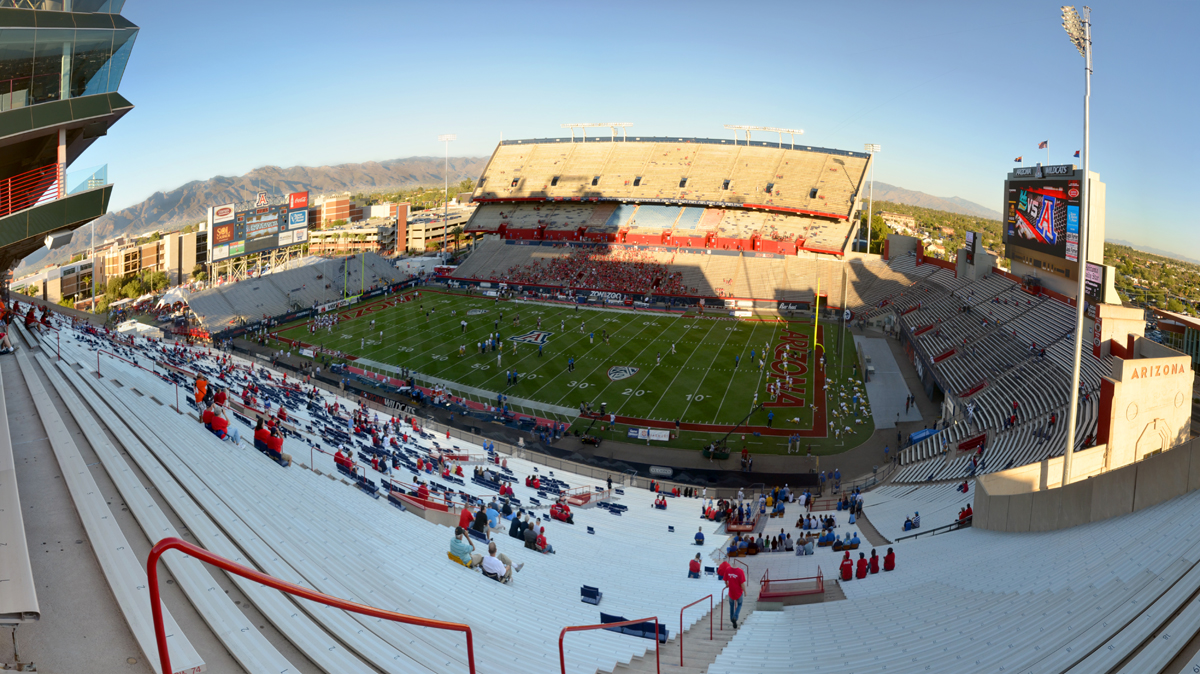
Arizona Stadium.

Arizona Wildcats (español: Gatos Monteses de Arizona) es el equipo deportivo de la Universidad de Arizona en Tucson, Arizona. Los equipos de los Wildcats participan en las competiciones universitarias organizadas por la NCAA, y forma parte de la Big 12 Conference. 

## Programa deportivo
Los Wildcats participan en las siguientes modalidades deportivas:

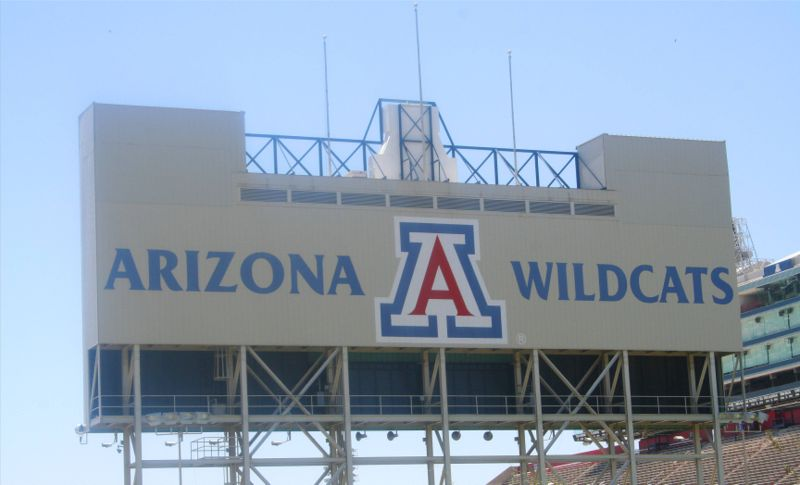
Interior del Arizona Stadium.

| - Masculino - Béisbol - Baloncesto - Cross - Atletismo - Fútbol americano - Tenis - Golf - Natación | - Femenino - Voleibol - Baloncesto - Cross - Atletismo - Fútbol - Softball - Tenis - Golf - Gimnasia - Natación |

### Baloncesto
El programa de baloncesto es uno de los más exitosos de la universidad, desde que Lute Olson se hizo cargo del equipo en 1983. Hasta 2007, el equipo ha logrado una racha de 20 temporadas con 20 o más victorias, apareciendo en el Torneo de la NCAA en 23 ocasiones, y en la Final Four en 1988, 1994, 1997 y 2001. En 1997, logró el campeonato ante Kentucky Wildcats, los vigentes campeones.
Muchos wildcats han llegado a jugar en la NBA, destacando entre ellos Damon Stoudamire, Steve Kerr, Mike Bibby, Andre Iguodala, Gilbert Arenas, Jason Terry, Sean Elliott, Aaron Gordon y Lauri Markkanen.
Estos son los números retirados por la universidad de Arizona, en su pabellón, el McKale Center, y que no pueden ser usados por ningún otro jugador de la universidad.
| Número | Jugador       | Años      |
| ------ | ------------- | --------- |
| 10     | Mike Bibby    | 1996–1998 |
| 22     | Jason Gardner | 1999–2003 |
| 25     | Steve Kerr    | 1983–1988 |
| 32     | Sean Elliott  | 1985–1989 |
| 31     | Jason Terry   | 1995–1999 |
| 34     | Miles Simon   | 1994–1998 |

### Béisbol y softbol
En béisbol, los Wildcats lograron el título nacional en 1976, 1980 y 1986, y en softbol en categoría femenina en siete ocasiones.

## Palmarés
- Baloncesto masculino : 1997
- Béisbol : 1976, 1980, 1986, 2012
- Softbol : 1991, 1993, 1994, 1996, 1997, 2001, 2006
- Golf masculino : 1992
- Golf femenino : 1996, 2000